# イルゼ (小惑星)
イルゼ (249 Ilse) は、小惑星帯に位置する小惑星の一つで、自転速度が約3.5日と非常に遅い。
1885年8月16日にアメリカ合衆国の天文学者、クリスチャン・H・F・ピーターズによりニューヨーク州クリントンで発見され、伝説上のドイツの女王、イルゼにちなんで名づけられた。
1987年にリチャード・ビンゼルにより、イルゼの自転速度の遅さから衛星の存在する可能性が指摘されたが、2008年現在はまだ見つかっていない。